# Izabella Poniatowska
Izabella Poniatowska   (Voŭčyn i Varsòvia, 1 de juliol de 1730 - Białystok, 1801) fou una noble polonesa, germana del rei Estanislau August Poniatowski, últim rei de Polònia.
Era filla de Estanislau August i Konstancja Czartoryska. Durant la seva infància, era molt propera al seu germà Estanislau.
El 19 de novembre de 1748 es va casar amb el Hetman Jan Klemens Branicki. El matrimoni es va organitzar per donar al partit polític de la família Czartoryska-Poniatowski un aliat en la seva parella, i la seva família esperava que ell influís. Tot i això, la seva esposa li era indiferent i la va deixar viure amb el voivoda masoví Andrzej Mokronowski, amb qui finalment es va casar en quedar-se vídua. Va ser un moment de dificultat per a ella, ja que es va veure exposada a un conflicte amb la seva família i la seva fuga va ser tractada com un escàndol.

## Germana del Rei
El 1763, el seu germà va ser elegit rei de Polònia.
Se la va descriure com la confident i amiga propera del seu germà, i la seva relació amb ell es descriu com a sentimental i tendre, però es deia que no tenia cap comprensió o interès en qüestions polítiques. El 1769, va aconsellar al rei que s'aliés amb França per obtenir un futur segur amb una indemnització si havia de ser deposat per la Confederació de Bar. El seu germà, el rei, li va concedir Moskow, Bielsko i Krosno com a starosti pels seus ingressos personals. Va viure una vida amb comoditat i va tenir una orquestra, teatre i ballet italians privats, i va passar els hiverns a Varsòvia i els estius a Bialystok. A Bialystok, va introduir diversos avanços socials com escoles i hospitals.
Va formar part del cercle d'assessors del seu germà i va donar suport a la carrera de Joachim Chreptowicz. Ella i la seva germana Ludwika Maria Poniatowska es van oposar al matrimoni suggerit del seu germà amb la princesa Sofia Albertina de Suècia. El 1783, visità França amb el seu marit. El 1784, va quedar vídua per segona vegada.
Va romandre amb el seu germà el rei a Varsòvia durant la Revolta de Kościuszko per donar-li suport, tot i tenir por, i es diu que els primers trets durant la revolució es van disparar a prop del seu palau. Va recolzar Stanisław Mokronowski durant la revolta, però va aconsellar al seu germà que no posés en perill la seva seguretat i renunciés al tron. Va seguir el seu germà a l'exili cap a Grodno.